# Courcelles-en-Montagne
Courcelles-en-Montagne település Franciaországban, Haute-Marne megyében. Lakosainak száma 93 fő (2022. január 1.). Courcelles-en-Montagne Noidant-le-Rocheux, Perrancey-les-Vieux-Moulins, Perrogney-les-Fontaines, Saint-Ciergues, Voisines és Auberive községekkel határos.

## Népesség
A település népességének változása:
| Lakosok száma | 93   | 79   | 73   | 83   | 91   | 91   | 90   | 89   | 90   | 93   |
|               | 1968 | 1982 | 1990 | 2006 | 2013 | 2015 | 2017 | 2019 | 2020 | 2022 |